# لی جه هوانگ
لی جه هوانگ (کره‌ای: 이재황؛ زادهٔ ۲۶ دسامبر ۱۹۷۶) بازیگر و خواننده اهل کره جنوبی است. او بیشتر به خاطر ایفای نقش در وسوسه همسر شناخته می‌شود که یک درام پربیننده در سال ۲۰۰۸ بود و به آمار بینندگان ۳۰٪ در کره جنوبی رسید.